# Jens Ferdinand Willumsen
Jens Ferdinand Willumsen (Copenaghen, 7 settembre 1863 – Cannes, 4 aprile 1958) è stato un pittore e un poliedrico artista danese, che operò in tutti i campi dell'arte visiva: scultura, ceramica, fotografia.
Fu anche un apprezzato architetto. La pittura rappresenta tuttavia il suo ambito artistico privilegiato. Tra i suoi capolavori Alpina, Un fisico, La cena della sera e la Trilogia del Titano morente.

## Biografia
Jens Ferdinand Willumsen nasce a Copenaghen il 7 settembre del 1863, figlio unico di Hans Willumsen e Ane Kirstine. Lo stesso Willumsen credeva che lo scultore Jens Adolf Jerichau fosse il suo vero padre. Il rapporto con la madre fu sempre ottimo, mentre più problematico fu il legame con il padre. Alla morte di Ane nel 1899 il giovane artista costruì un imponente monumento funebre per i suoi genitori, eretto definitivamente nella città di Vestre Kirkegård nel 1901. Suo padre morì nel 1910.
Si sposò due volte. Il suo primo matrimonio, con Juliette Meyer, gli diede due figli, Jan e Bode. Juliette fu anche modella per Willumsen. Nel 1903 sposò la scultrice Edith Wessel con la quale ebbe due figlie, Gersemi e Anse. Anche Edith compare nelle opere dell'artista, in particolare in Alpina (Hagemans Kollegium and The Royal Museum of Fine Arts) e in Dopo la tempesta, nelle vesti di madre in The evening Soup e in Il Pittore e la sua famiglia. Alcune le due figlie appaiono in alcuni lavori.
Trascorse la vecchiaia in compagnia della ballerina e pittrice francese Michelle Bourret, ritratta nei lavori degli anni trenta. Tutte le sue mogli furono artiste e lo supportarono nella sua attività.
Visse quasi metà della sua vita in Francia. Morì a Cannes nel 1958.

## Willumsen pittore
Nonostante si sia cimentato in tutti i campi dell'arte visiva la pittura resta il suo ambito preferito. Willumsen dipinse per tutta la vita ed i suoi quadri rappresentano la maggior parte della sua produzione artistica. I temi analizzati e le tecniche espressive utilizzate nei vari periodi della sua vita riflettono l'interesse verso tematiche sempre differenti. Negli anni ottanta, durante il periodo di apprendistato, trae spunto dal naturalismo con spirito sociale. Appartiene a questo periodo l'opera del 1888 Il matrimonio del figlio del Re.
La svolta del Willumsen pittore risale al 1889, in concomitanza con i viaggi in Spagna e a Parigi. Le tinte divengono luminose e i soggetti vengono ripresi da angolazioni innovative. Durante il successivo viaggio a Parigi si convertì al simbolismo su consiglio di Odilon Redon e Paul Gauguin, con largo uso di tecniche pittoriche che esemplificassero i tratti per conferire maggior risalto al movimento, come suggeriva la stessa corrente artistica. Il suo obiettivo fu da questo periodo in poi, quello di dipingere la realtà profonda piuttosto che cogliere atmosfere e paesaggi.
Agli inizi del Novecento si immerse nella pittura espressionista analizzando il tema del rapporto tra l'uomo e la natura spesso con un uso spregiudicato di tinte accese. Si concentrò in particolare sull'incontro tra l'individuo e la forza della natura esaltando il culto del corpo caratteristico dell'epoca. In Alpina del 1904 (cust. Hagenams Kollegium) una donna emancipata trae forza e ispirazione camminando in montagna.
Nel decennio seguente, i suoi viaggi nell'area Mediterranea e lo studio di El Greco ebbero larga influenza sul suo stile pittorico che divenne ricco di colori vivi e intensi. Tuttavia risalgono a questo stesso periodo opere che ritraggono scene di vita comune con tinte tenui.
Negli anni venti, in concomitanza con la realizzazione dell'Alto Rilievo, l'attività pittorica si ridusse notevolmente per poi riprendere negli anni trenta. Durante il soggiorno a Venezia sviluppò una tecnica che mediante l'uso di colori dal sapore surreale riproduceva lo spirito unico della città. Dipinse molti paesaggi con o senza tensione drammatica. Tra le opere fondamentali del periodo si ricorda la Trilogia del Titano morente con i tre autoritratti ispirati da alcune sue intuizioni giovanili. Ancora una volta Willumsen dimostra la sua propensione all'indagine filosofico-esistenziale della realtà.
Negli ultimi anni della vita continuò a dipingere, supportato dalla sua musa Michelle Bourrett.
Il percorso artistico del Willumsen pittore può essere analizzato con buona approssimazione per decadi in quanto l'evoluzione del suo stile non fu mai graduale.

## Contributo artistico e memoria
Willumsen è riconosciuto in patria come uno dei grandi maestri del XX secolo, tuttavia tale notorietà non trova conferma al di fuori dei confini nazionali, tanto da essere ancora oggi poco noto a livello internazionale. La mostra monotematica a lui dedicata presso il museo d'Orsay di Parigi (estate 2006) si pone l'obiettivo di invertire tale tendenza.